# Jeff Conaway
Jeffrey Charles William Michael (Jeff) Conaway (New York, 5 oktober 1950 – Los Angeles, 27 mei 2011) was een Amerikaans acteur. Conaway speelde Kenickie in de film Grease (terwijl hij Danny Zuko in de Broadway-versie speelde) en was te zien als beginnend acteur Bobby Wheeler in de comedyserie Taxi.
Naast Grease speelde Conaway 'Zack Allan' in de sciencefictionserie Babylon 5 en gastrollen in onder meer Happy Days, Murder, She Wrote, Kojak en Matlock.
Conaway was ook te zien in films als The Eagle Has Landed (1976), The Dirty Dozen: The Fatal Mission en I Never Promised You a Rose Garden (1977) .
In 2008 was hij in enkele afleveringen te zien van Celebrity Rehab with Dr. Drew. Conaway, gekluisterd aan een rolstoel en wartaal uitslaand, was er misschien wel het ergst aan toe van alle bekendheden. Toen hij binnen werd gebracht was hij niet alleen dronken, maar had hij ook een grote hoeveelheid medicijnen genomen. Hij heeft het programma dan ook niet afgemaakt. Eind februari 2008 maakte hij bekend dat hij zich wilde aansluiten bij de Scientology-kerk.
Op 11 mei 2011 raakte hij in coma, als gevolg van ernstige inwendige infecties. Op 26 mei werd door artsen besloten de beademing te staken, omdat bij Conaway sinds opname in het ziekenhuis geen hersenactiviteit was geconstateerd.

## Privéleven
Conaway trouwde op 9 januari 1980 met Rona Newton-John (de zus van Olivia), maar scheidde in 1985 weer van haar. Op 17 augustus 1990 trouwde hij met Kerri Young. De laatste jaren leefden zij gescheiden. Sinds januari 1997 was hij grootvader.

## Filmografie
- Jennifer on My Mind (1971) - Hanki
- Joe Forrester Televisieserie - Rol onbekend (Afl., The Best Laid Schemes, 1975)
- Happy Days Televisieserie - Rocko (Afl., Richie Fights Back, 1975|The Second Anniversary Show, 1976)
- Barnaby Jones Televisieserie - Taylor Chappell (Afl., Wipeout, 1976)
- Mary Tyler Moore Televisieserie - Kenny Stevens (Afl., Menage-a-Lou, 1976)
- The Eagle Has Landed (1976) - Frazier
- Barnaby Jones Televisieserie - Jeff Saunders (Afl., The Killer on Campus, 1977)
- Delta County, U.S.A. (Televisiefilm, 1977) - Terry Nicholas
- I Never Promised You a Rose Garden (1977) - Lactamaeon
- Pete's Dragon (1977) - Willie
- Kojak Televisieserie - Bert Gaines (Afl., May the Horse Be with You, 1978)
- Grease (1978) - Kenickie
- Breaking Up Is Hard to Do (Televisiefilm, 1979) - Roy Fletcher
- For the Love of It (Televisiefilm, 1980) - Russ
- The Nashville Grab (Televisiefilm, 1981) - Buddy Walker
- Taxi Televisieserie - Robert L. 'Bobby' Wheeler (55 afl., 1978-1981, 1982)
- Wizards and Warriors Televisieserie - Prins Erik Greystone (Afl., Night of Terror, 1983|Vulkar's Revenge, 1983)
- Making of a Male Model (Televisiefilm, 1983) - Chuck Lanyard
- Covergirl (1984) - T.C. Sloane
- Mike Hammer Televisieserie - Owen Goddard (Afl., Shots in the Dark, 1984)
- Covergirls (1985) - T.C. Sloane
- Who's the Boss? Televisieserie - Jeff (Afl., First Kiss, 1985)
- Berrenger's Televisieserie - John Higgins (11 afl., 1985)
- The Love Boat Televisieserie - Andy Jackson (Afl., Roommates/Heartbreaker/Out of the Blue, 1985)
- The Patriot (1986) - Mitchell
- Murder, She Wrote Televisieserie - Howard Griffin (Afl., Birds of a Feather, 1984|Corned Beef & Carnage, 1986)
- Matlock Televisieserie - Daniel Ward (Afl., The Affair, 1986)
- Mike Hammer Televisieserie - Harry Farris (Afl., Little Miss Murder, 1987)
- Tales from the Darkside Televisieserie - Peter Prentice (Afl., My Ghostwriter - The Vampire, 1987)
- Hotel Televisieserie - Eric Madison (Afl., Class of '72, 1987)
- Stingray Televisieserie - Ty Gardner (Afl., Cry Wolf, 1987)
- Bay Coven (Televisiefilm, 1987) - Josh McGwin
- The Dirty Dozen: The Fatal Mission (Televisiefilm, 1988) - Sgt. Holt
- Elvira: Mistress of the Dark (1988) - Travis
- Monsters Televisieserie - Phil (Afl., Fool's Gold, 1989)
- Freddy's Nightmares Televisieserie - Buddy Powers (Afl., Identity Crisis, 1989)
- The Banker (1989) - Cowboy
- Tale of Two Sisters (1989) - Taxichauffeur
- Ghost Writer (Televisiefilm, 1989) - Tom Farrell
- The Bold and the Beautiful Televisieserie - Mick Savage (Afl. onbekend, 1989-1990)
- The Sleeping Car (1990) - Bud Sorenson
- Good Grief Televisieserie - Winston Payne (Afl., Bury Me a Little, 1990)
- Shades of LA Televisieserie - Richard (Afl., Where There's No Will, There's a Weigh-In, 1990)
- Total Exposure (1991) - Peter Keynes
- A Time to Die (1991) - Frank
- Bikini Summer II (1992) - Stu Stocker
- Mirror Images (1992) - Jeffrey Blair
- Almost Pregnant (Video, 1992) - Charlie Alderson
- Eye of the Storm (1992) - Tom Edwards
- It's Showtime (1993) - Rol onbekend
- Murder, She Wrote Televisieserie - Nolan Walsh (Afl., For Whom the Ball Tolls, 1993)
- Alien Intruder (Video, 1993) - Borman
- In a Moment of Passion (Televisiefilm, 1993) - Werner Soehnen
- Sunset Strip (1993) - Tony
- L.A. Goddess (1993) - Sean
- Matlock Televisieserie - Slick/Ober (Afl., Matlock's Bad, Bad, Bad Dream, 1993)
- 2002: The Rape of Eden (1994) - Dominee
- Murder, She Wrote Televisieserie - Tom Powell (Afl., Murder of the Month Club, 1994)
- Burke's Law Televisieserie - Dr. Alex Kenyon (Afl., Who Killed the Hollywood Headshrinker?, 1995)
- Hope & Gloria Televisieserie - Bud Green (Afl., Love in the Afternoon, 1995)
- Mr. & Mrs. Smith Televisieserie - Rich Edwards (Afl., The Poor Pitiful Put-Upon Singer Episode, 1996)
- The Last Embrace (1997) - Jagger
- George & Leo Televisieserie - Zichzelf (Afl., The Cameo Episode, 1997)
- Shadow of Doubt (1998) - Bixby
- Babylon 5: Thirdspace (Televisiefilm, 1998) - Zack Allan
- Babylon 5: The River of Souls (Televisiefilm, 1998) - Zack Allan
- Babylon 5 Televisieserie - Zack Allan (74 afl., 1994-1998)
- Babylon 5: A Call to Arms (Televisiefilm, 1999) - Zack Allan
- Jawbreaker (1999) - Marcie's vader
- Man on the Moon (1999) - Acteur in taxi-scène (Niet op aftiteling)
- L.A. 7 Televisieserie - Manager van radiostation (Afl., Working, 2000)
- Dating Service (2001) - Rol onbekend
- Do You Wanna Know a Secret? (2001) - Agent Owen Sacker
- The Biz (2002) - Gavin Elliot
- Curse of the Forty-Niner (2003) - Dominee Sutter
- She Spies Televisieserie - Zachary Mason (Afl., Leotards and Lies, 2004)
- Y.M.I. (2004) - Diggers vader
- Pan Dulce (2004) - Gabriel Levine
- The Corner Office (2004, korte film) - Dick
- From Behind the Sunflower (2005) - Leo
- Living the Dream (2006) - Dick
- The John Kerwin Show Televisieserie - Gast (Episode 23 augustus 2006)
- The Utah Murder Project (2006) - Sheriff Dan Patterson
- Wrestling (2008) - Franklin Conner
- Ladron (2010) - Commandant Hill
- Dark Games (2011) - Tom Doyle

## TV series
- Taxi (1978 tot 1983) - Bobby Wheeler

- Biblioteca Nacional de España: XX1556053
- Bibliothèque nationale de France: cb140456999 (data)
- International Standard Name Identifier: 0000 0001 2027 2909
- Library of Congress Control Number: no95057205
- MusicBrainz: 0dc6cf21-714e-40b2-87fe-e162884836eb
- Nationale Bibliotheek van Israël: 987007400447505171
- Nationale Bibliotheek van Polen: a0000001844578
- Système universitaire de documentation: 158762924
- Virtual International Authority File: 64207893
- WorldCat: E39PBJyCK4gwfRHtRtRbQFqYT3